# Hardtrance
Hardtrance is een genre dat de zwaardere en snellere kant van trance vertegenwoordigt. Het is beïnvloed door meerdere hardere stijlen en vindt zijn oorsprong in het Duitse Frankfurt. Hardtrance is kort na het reguliere trancegeluid ontstaan (begin jaren 90). In de jaren 90 was Bonzai Records een populaire (hard)trance muzieklabel.
Hardtrance bevat dikwijls acid-geluiden. De beat is relatief zwaar en snel en er is iets minder sprake van nadruk op melodieën dan bij gewone trance. Toch blijft het oorspronkelijke trancegevoel terugkomen in de grote breaks met lange synths en ruimtelijke effecten.
Populaire artiesten zijn onder anderen: Yves Deruyter, Cherry Moon Trax, Cosmic Gate, Kai Tracid, DJ Scot Project, Paffendorf, Resistance D. en Bas & Ram. Ook producers als Pete Namlook, Jam & Spoon, Pascal F.E.O.S. en Torsten Stenzel hebben meerdere uitstapjes naar hardtrance gemaakt. 